# 水切り袋
水切り袋とは、排水を濾過し、河川や下水道の水質汚濁防止、及び台所流し台の汚れ防止を目的とした台所用品。

## 概要
タイプは装着箇所ごとに三角コーナー用、排水口(深型・浅型)用の二つに大別できる。三角コーナー用は幅が広く底が浅い、排水口用は幅が狭く底が深いのが特徴。ただし、近年普及してきた浅型排水口用という幅が狭く、底も浅いものも登場している。
不織布、ストッキング、メッシュ、穴あきフィルムなど基材は『水を通して生ごみ等の固形物を流さない』ものであれば何からでも作れるので、製造するメーカーの業種は多岐にわたる。原料は再生PET繊維、PLA繊維、など環境を意識した原料で作られたものも増えている。形状の工夫として隙間防止のゴム入りのもの、口を結んで捨てられるものなどもある。
また、機能面において、原料繊維に銀イオン入り繊維を使用して装着箇所の雑菌繁殖、ヌメリを同時に抑止する効果を付与した製品も販売されている。
スーパーマーケット、ホームセンター、ドラッグストア、日本生協連など、日用品販売をしている場所であれば必ずといっていいほど商品として取り扱っている。

## 効果と実績
昭和61年10月1日～10月31日、高知市の取り組みとして、八千六百世帯が台所に水切り袋を使用し、江ノ口川の水質を向上させる『水切り作戦』を実施。この年、浄化運動前の9月28日と運動中の10月19日で以下のような水質改善を達成している。データは高知市広報「あかるいまち(昭和61年12月号)」による。
BOD(生物化学的酸素要求量)：10.8 → 7.3
COD(化学的酸素要求量)：7.8 → 5.1
SS(浮遊物質)：4.1 → 2.3 (単位：ppm)

## 基材ごとの特徴
- 不織布：

最も一般的なタイプ。濾過性能が最も高く、その反面目詰まりはしやすい。水切れ性がよく、液残りしにくいため、水切り袋の目的にもっとも適している。PETなどのオレフィン系繊維製のものは、科学的に有害物質を含まないので焼却処分をしても比較的安心な素材である。
不織布製の中には水切れ性をよくするために不織布に直径0.5mm程の穴を開けた製品も販売されているが、この穴からごみが流れ出てしまうため、せっかくのろ過性能が大幅に低下してしまう点に留意して使用するべきである。
- ストッキング：

伸縮性があり、使用しやすい。目詰まりもしにくく、長持ちする。その分、細かなごみを流しやすく濾過性能は不織布に比べやや落ちる。
- メッシュ：

最も寿命が長いが、もっとも濾過性能が低い。
- 穴あきフィルム：

穴あきポリ袋タイプ。小さいごみを通しやすく、また、水きり性も低いのであまり普及していない。

## 主なメーカー
- 金星製紙
- クレハ
- 西日本共和
- ネクスタ
- ボンスター
- 日本フィルム
- ゼンミ